# Gustave Heirieis
Gustave Heirieis est un homme politique français né le 16 août 1816 à Aix-en-Provence (Bouches-du-Rhône) et décédé le 14 décembre 1872 à Aix-en-Provence.
Avoué, maire d'Aix-en-Provence, il est élu député des Bouches-du-Rhône aux élections complémentaires du 2 juillet 1871, sur la liste républicaine. Il meurt en cours de mandat.

## Sources
- « Gustave Heirieis », dans Adolphe Robert et Gaston Cougny, Dictionnaire des parlementaires français, Edgar Bourloton, 1889-1891 [détail de l’édition]